# Håkonbandet
Håkonbandet ist ein Gebirgspass in der Form eines Bergsattels im ostantarktischen Königin-Maud-Land. Im Kurzegebirge der Orvinfjella liegt er auf der Südseite der Sætherrindane.
Norwegische Kartographen, die ihn auch benannten, kartierten ihn anhand von Vermessungen und Luftaufnahmen der Dritten Norwegischen Antarktisexpedition (1956–1960). Namensgeber ist Håkon Sæther (* 1906), der bei dieser Forschungsreise zwischen 1956 und 1957 als Arzt tätig war.